# .er
Pour les articles homonymes, voir ER.

L'allocation de l'espace d'adressage IPv4 (Érythrée).

.er est le domaine de premier niveau national (country code top level domain : ccTLD) réservé à l'Érythrée. Il n'a pas de serveur whois. Le domaine est ouvert le 24 septembre 1996 et est enregistrée chez EriTel (Eritrean Telecommunication Services Corporation) ; il est parrainé par le ministère des Transports et des Communications. Dans son ensemble, ce domaine reste très peu utilisé avec en 2022 un peu plus de 70 domaines enregistrés, principalement des domaines de troisième niveau.

## Enregistrement
Le domaine a ouvert le 24 septembre 1996 et est géré par EriTel (Eritrean Telecommunication Services Corporation) basé à Asmara. Le ministère des Transports et des Communications parraine le domaine, le contact technique lui en est assuré tandis que le contact administratif est géré par EriTel. Il n'est pas possible pour un particulier résidant en dehors de l'Érythrée d'enregistrer un nom de domaine .er, pour en acheter un, le seul moyen est de passer par EriTel, l'État à donc d'un point de vue technique la main mise sur le domaine. En 2022, il est toujours impossible de s'inscrire sur un registre pour ce nom de domaine (par exemple, le site 101domain nous informe que « Les inscriptions ne sont pas autorisées par le registre pour le moment. » pour le nom de domaine .er, le site web-solutions.eu transmet le même message.
En 2022, une septantaine de sites sont enregistrés sous le domaine, la plupart sous le troisième niveau de domaine .org.er (dont une grande partie pour le site de l'Eritrean Center for Organizational Excellence, abrégé ERCOE, un centre gouvernemental pour le développement), .com.er (dont une grande partie pour le site de l'EriTel), le reste des domaines .er étant majoritairement gouvernementaux, notamment avec l'extension .gov.er.

## Domaine de troisième niveau
Il existe plusieurs domaines de troisième niveau, cependant, il n'existe aucune information concernant l'utilité de ces domaines ainsi que leurs objectifs. Les noms de domaines toujours actifs en 2022 sont .com.er, .edu.er, .gov.er, .mil.er, .net.er, .org.er et .ind.er, bien que certains d'entre eux soient en sommeil, comme .edu.er, .mil.er, .net.er et .ind.er.
Bien qu'aucune information ne soit donnée concernant ces noms de domaines, certains semblent logiquement désigner à l'enseignement (.edu.er en référence à education en anglais), au gouvernement (.gov.er en référence à governement en anglais), aux services militaires (.mil.er en référence à military en anglais) et aux organisations diverses comme des ONG et des associations (.org.er en références à organisation en anglais).